# レジナルド・パルグレイヴ

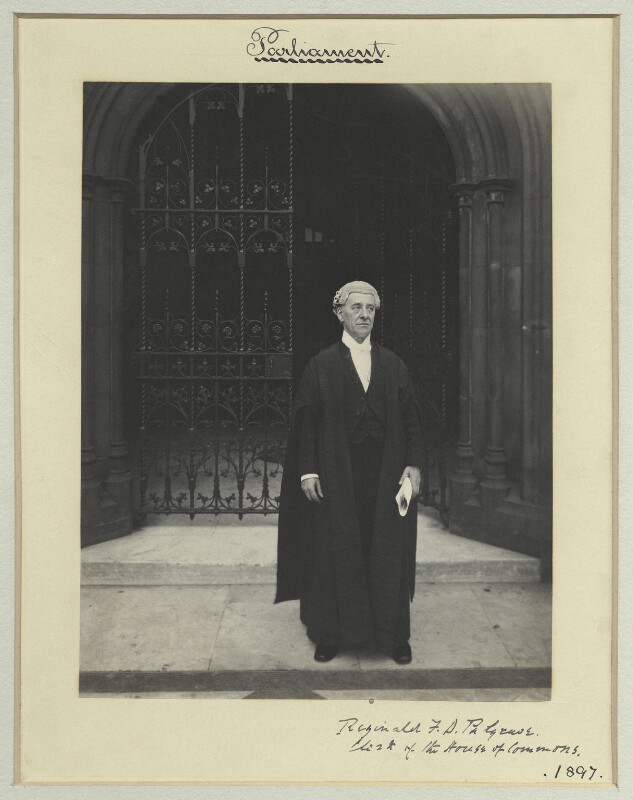
ジョン・ベンジャミン・ストーンによる肖像写真、1897年撮影。

サー・レジナルド・フランシス・ドゥース・パルグレイヴ（英語: Sir Reginald Francis Douce Palgrave KCB、1829年6月28日 – 1904年7月13日）は、イギリスの庶民院書記官（在任：1886年 – 1900年）。『アースキン・メイ』第10版の編集者を務めた。

## 生涯
サー・フランシス・パルグレイヴと妻エリザベス（ドーソン・ターナーの娘）の四男として、1829年6月28日にウェストミンスターで生まれ、1841年から1845年までチャーターハウス・スクールで教育を受けた。見習いとしてベイリー・ジャンソン・アンド・リチャードソン法律事務所（Bailey, Janson & Richardson）に入った後、1851年5月に弁護士になり、シャープ・アンド・フィールド法律事務所（Sharpe & Field）に入った。
第2代準男爵サー・ロバート・イングリスら父の友人の影響力により1853年に庶民院書記局に就職した。1866年から1868年まで私法律案請願審査員を務めた後、1869年2月1日に書記官第二補佐（Second Clerk Assistant）に任命された。1871年2月7日、書記官補佐（Clerk Assistant）に昇進した。1886年5月3日、庶民院書記官に昇進した。前任者である初代ファーンバラ男爵アースキン・メイの努力により、庶民院書記官の専門化は進んだが、メイが退任した時点ではまだ書記官としての経験が必須ではなく、パルグレイヴが就任したのは法学者サー・ヘンリー・メインと枢密院書記官チャールズ・レノックス・ピールが辞退した後だった。
『アースキン・メイ』第8から11版（1886年 – 1896年）の編集に関わり、うち1893年に出版された第10版では編集者を務めた。『オックスフォード英国人名事典』が評するところでは、メイの功績が大きかったためパルグレイヴが見劣りしたが、晩年のメイには『アースキン・メイ』の大規模改訂をする気力がなく、パルグレイヴが第10版で大規模改訂に踏み切ったことで庶民院の慣例を熟知していたことが明らかになった。書記官として公式には中立の立場だったが、パルグレイヴ自身は保守党を支持し、イングランド国教会の敬虔な信者だった。メイが自由党を支持し、下級の書記官に自由党員の息子を任命することが多かった一方、パルグレイヴは下級書記官の任命にある程度の競争を導入し、縁故より能力を重視した。
ヴィクトリア女王在位50年記念叙勲の一環として、1887年6月21日にバス勲章コンパニオンを授与された。1892年8月20日、バス勲章ナイト・コマンダーを授与された。
1904年7月13日にソールズベリーの自宅で死去、ソールズベリーの墓地に埋葬された。

## 家族と私生活
1857年8月1日、グレース・バットリー（Grace Battley、1832年 – 1905年7月17日、リチャード・バットリーの娘）と結婚、1男5女をもうけた。
- オーガスティン・ギフォード（Augustin Gifford、1910年没） - 電気技師[3]。1900年7月17日、グレース・ウィルブラハム（Grace Wilbraham、フランシス・ヘンリー・ランドル・ウィルブラハムの娘）と結婚[10]
- ルーシー・グレース（1861年 – 1960年） - 建築家ポール・ウォーターハウス（英語版）と結婚[7]

はじめライゲートに住んでいたが、のちにハムステッドに引っ越し、1870年から1900年まではウェストミンスター宮殿にある官邸に住んだ。引退した後はソールズベリーのイースト・マウント（East Mount）に住んだ。このほか、1870年以降の夏をスワニッジの別荘で過ごすことが多かった。
写生、彫刻を趣味とし、晩年には水彩画も上手になった。

## 著作
- Handbook to Reigate and the adjoining Parishes - 1860年[3]
- Palgrave, Reginald F. D. (1878). The House of Commons, Illustrations of its History and Practice (英語). London: Macmillan and Co. - 1869年初版、1878年更新版[3]
- The Chairman's Handbook, Suggestions and Rules for the Conduct of Chairmen of Public and other Meetings - 1877年初版、1900年第13版[3]
- Palgrave, Reginald F. D. (1890). Oliver Cromwell The Protector: An Appreciation Based on Contemporary Evidence (英語). London: Sampson Low, Marston, Searle & Rivington.
  - Palgrave, Reginald F. D. (1903). Oliver Cromwell H.H. The Protector and the Royalist Insurrection Against his Government of March, 1655 (英語). London: Sampson Low, Marston, Searle & Rivington. - 第2版にあたる

## 関連図書
- Chisholm, Hugh, ed. (1911). "Palgrave, Sir Francis" . Encyclopædia Britannica (英語). Vol. 20 (11th ed.). Cambridge University Press. pp. 629–630.